# Chelonoidis
Chelonoidis es un género de tortugas de la familia Testudinidae, constituido por especies terrestres que habitan en Sudamérica continental, y que incluye también a las tortugas gigantes de las oceánicas islas Galápagos.

En naranja, la distribución del «Complejo Chelonoidis nigra» en las islas Galápagos.

Todas sus especies anteriormente fueron asignadas a Geochelone, pero análisis genéticos comparativos han indicado que están realmente más estrechamente relacionadas al género africano Kinixys. Sus antepasados al parecer conquistaron Sudamérica en el Oligoceno, cruzando el Atlántico, al que llegaron arrojadas por grandes inundaciones de los ríos del oeste africano. Este cruce fue posible tanto por su capacidad de flotar con la cabeza apuntando hacia arriba, como por la de poder sobrevivir hasta seis meses sin comida ni agua.
Los miembros de este género que habitan en las islas Galápagos se encuentran entre las tortugas terrestres vivientes más grandes del mundo. Otros miembros gigantescos del mismo género, hoy extintos, también estuvieron presentes en la patagonia argentina durante el Pleistoceno.

## Distribución
Son veinticinco las especies descritas de este género, distribuidas tanto en América del Sur como en el Caribe.

## Especies

### En Sudamérica continental
Una especie se encuentra extinta.

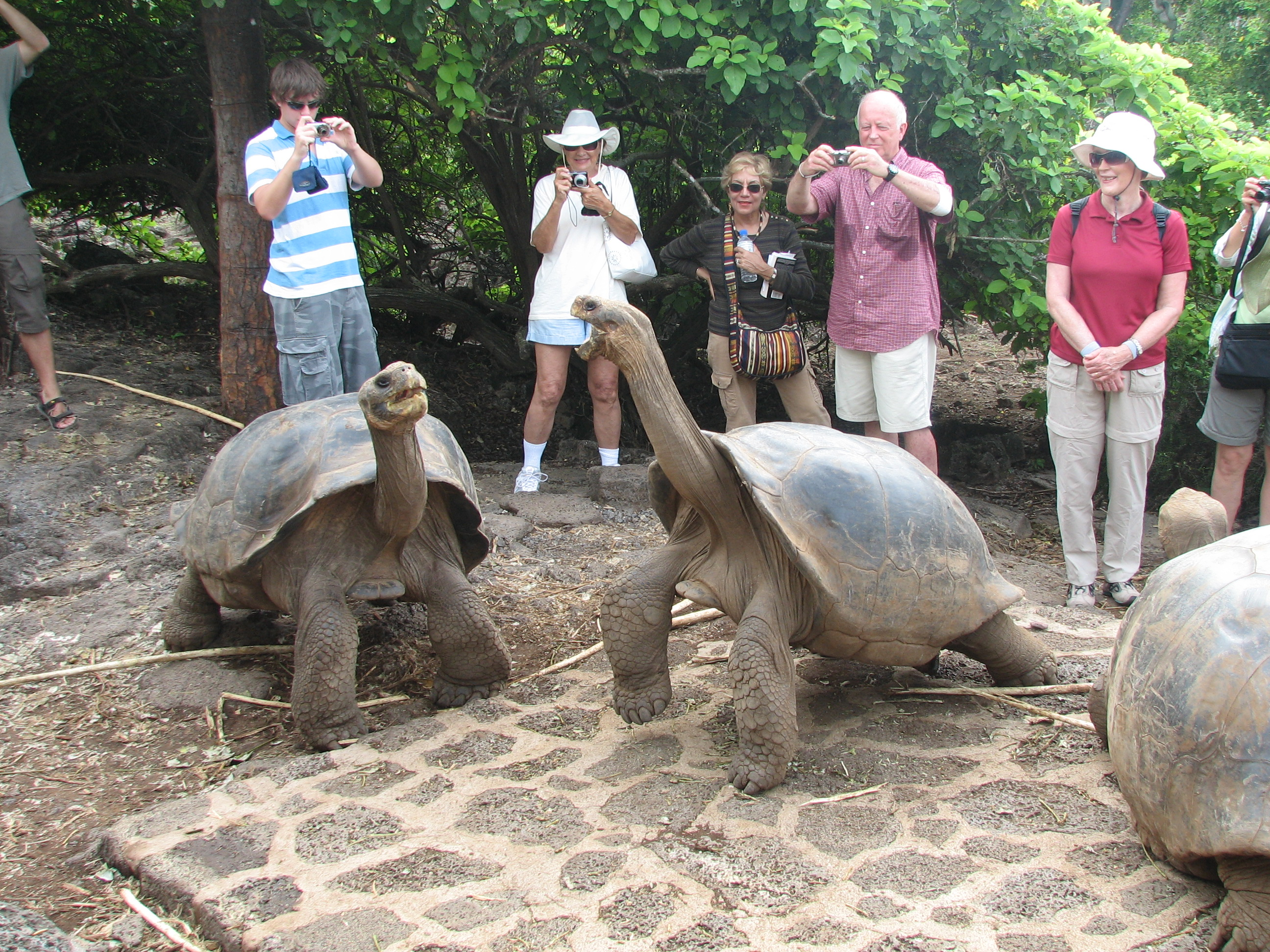
Ejemplares del género en las islas Galápagos.

- Chelonoidis carbonaria (Spix, 1824) – Tortuga de patas rojas.
- Chelonoidis chilensis (Gray, 1870) – Tortuga terrestre argentina.
- Chelonoidis denticulata (Linnaeus, 1766) – Tortuga de patas amarillas.
- Chelonoidis lutzae[4] † (Zacarías et al., 2013) – Tortuga gigante argentina.
- Chelonoidis petersi (Freiberg, 1973) – Tortuga chaqueña.

### En las islas Galápagos
Las catorce especies de tortugas de las islas Galápagos eran tratadas como simples subespecies de una única especie: Chelonoidis nigra. Actualmente, se las considera como especies independientes.
Dos especies se encuentran extintas.
- Chelonoidis abingdonii † (Günther, 1877) – Tortuga gigante de Pinta.
- Chelonoidis becki (Rothschild, 1901) – Tortuga gigante del Volcán Wolf.
- Chelonoidis chathamensis (Van Denburgh, 1907) – Tortuga gigante de San Cristóbal.
- Chelonoidis darwini (Van Denburgh, 1907) – Tortuga gigante de Santiago.
- Chelonoidis donfaustoi (Poulakakis et al., 2015) – Tortuga gigante de Don Fausto[6]
- Chelonoidis duncanensis (Garman, 1996) – Tortuga gigante de Pinzón.
- Chelonoidis guntheri (Baur, 1889) – Tortuga gigante de Sierra Negra.
- Chelonoidis hoodensis (Van Denburgh, 1907) – Tortuga gigante de Española.
- Chelonoidis microphyes (Günther, 1875) – Tortuga gigante del Volcán Darwin.
- Chelonoidis niger † (Quoy & Gaimard, 1824) – Tortuga gigante de Floreana.
- Chelonoidis phantastica (Van Denburgh, 1907) – Tortuga gigante de Fernandina (redescubierta en 2019).[7]
- Chelonoidis porteri (Rothschild, 1903) – Tortuga gigante de Santa Cruz.
- Chelonoidis vanderburghi (De Sola, 1930) – Tortuga gigante del Volcán Alcedo.
- Chelonoidis vicina (Günther, 1875) – Tortuga gigante de Cerro Azul.

### En las Islas del Caribe
La totalidad de sus especies se encuentran extintas.
- Chelonoidis alburyorum † (Franz & Franz, 2009) – Tortuga gigante de las Bahamas[8][9][10][11]
- Chelonoidis cubensis † (Leidy, 1868) – Tortuga gigante de Cuba[12][13][10]
- Chelonoidis dominicensis † (Albury et al., 2018) – Tortuga gigante dominicana[8][11]
- Chelonoidis marcanoi † (Turvey et al., 2017) – Tortuga gigante de la Española[14][10]
- Chelonoidis monensis † (Williams, 1952) – Tortuga gigante de Mona[15][10]
- Chelonoidis sombrerensis † (Leidy, 1868) – Tortuga gigante de Sombrero[13][10]